# Dyabir Said-Guerni
Dyabir Said-Guerni (Argel, Argelia, 23 de marzo de 1977) es un atleta argelino retirado, especialista en la prueba de 800 m, en la que logró ser campeón mundial en 2003.

## Carrera deportiva
En los JJ. OO. de Sídney 2000 ganó el bronce en los 800 metros.
Y en el Mundial de París 2003 ganó la medalla de oro en los 800 metros, con un tiempo de 1:44.81 segundos, por delante del ruso Yuriy Borzakovskiy y del sudafricano Mbulaeni Mulaudzi.